# The Shanghaied Baby
The Shanghaied Baby è un cortometraggio muto del 1915 scritto e diretto da George W. Terwilliger.

## Produzione
Il film fu prodotto dalla Lubin Manufacturing Company.

## Distribuzione
Distribuito dalla General Film Company, il film - un cortometraggio in tre bobine - uscì nelle sale statunitensi il 21 gennaio 1915.